# Iilijärven alue
Iilijärven alue este o arie protejată (arie specială de conservare — SAC, sit de importanță comunitară — SCI, arie de protecție specială avifaunistică — SPA) din Finlanda întinsă pe o suprafață de 889 ha, integral pe uscat.

## Localizare
Centrul sitului Iilijärven alue este situat la coordonatele 62°05′33″N 25°53′45″E / 62.0925°N 25.8958°E.

## Înființare
Situl Iilijärven alue a fost declarat sit de importanță comunitară în august 1998 pentru a proteja 1 specie de plante și 18 specii de animale. Alte tipuri de protecție:
- arie de protecție specială avifaunistică (în august 1998)[2]
- arie specială de conservare (în aprilie 2015)[1][3][4]

## Biodiversitate
Situată în ecoregiunea boreală, aria protejată conține 11 habitate naturale: Mlaștini turboase de tranziție și turbării mișcătoare, Izvoare fino-scandinave și mlaștini produse de izvoare bogate în minerale, Mlaștini alcaline, Pante stâncoase silicioase cu vegetație casmofită, Roci stâncoase cu vegetație pionieră de Sedo-Scleranthion sau Sedo albi-Veronicion dillenii, Taiga vestică, Păduri fino-scandinave bogate în ierburi cu Picea abies, Mlaștini împădurite, Ape oligotrofe din câmpii nisipoase, cu un conținut foarte redus de minerale (Littorelletalia uniflorae), Lacuri și iazuri distrofice naturale, Cursuri de apă de la nivel de câmpie la nivel montan, cu vegetație Ranunculion fluitantis și Callitricho-Batrachion.
La baza desemnării sitului se află mai multe specii protejate:
- plante (1): Cinna latifolia
- păsări (16): minunița (Aegolius funereus), buha (Bubo bubo), mierla de apă (Cinclus cinclus), lebădă de iarnă (Cygnus cygnus), ciocănitoare neagră (Dryocopus martius), Emberiza rustica, muscar (Ficedula parva), cufundar polar (Gavia arctica), ciuvică (Glaucidium passerinum), cocor (Grus grus), sfrâncioc roșiatic (Lanius collurio), Larus fuscus fuscus, Lyrurus tetrix tetrix, pitulice verzuie (Phylloscopus trochiloides), ciocănitoare de munte (Picoides tridactylus),  cocoș de munte (Tetrao urogallus)
- mamifere (1): veveriță zburătoare siberiană (Pteromys volans)
- nevertebrate (1): fluturele flitirar (Euphydryas maturna)

Pe lângă speciile protejate, pe teritoriul sitului au mai fost identificate 37 de specii de plante, 16 specii de nevertebrate, 7 specii de pești.